# Euxoa rigida
Euxoa rigida là một loài bướm đêm trong họ Noctuidae.